# Třída Kongó (1877)
Třída Kongó (japonsky: 金剛型) byla třída dvou obrněných korvet postavených pro japonské císařské námořnictvo britskými loděnicemi v 70. letech 19. století. V roce 1887 se staly cvičnými loděmi a podnikaly plavby do Středozemního moře a do zemí v okrajových částech Tichého oceánu. Lodě se vrátily do aktivní služby během první čínsko-japonské války v letech 1894–95, kdy se jedna zúčastnila bitvy na řece Jalu a obě bitvy u Wej-chaj. Lodě třídy Kongó pokračovaly ve svých výcvikových povinnostech po válce, i když sehrály ještě menší roli v rusko-japonské válce v letech 1904–1905. V roce 1906 byly překlasifikovány na průzkumné lodě a v letech 1910–1912 byly prodány do šrotu.

## Pozadí
Napětí mezi Japonskem a Čínou vzrostlo poté, co Japonsko v květnu 1874 zahájilo trestnou výpravu na Tchaj-wanu jako odvetu za vraždu několika ztroskotaných námořníků domorodými Paiwanci. Čína se dotazovala na možnost nákupu pancéřových válečných lodí z Velké Británie a Japonsko již jednalo s brazilskou vládou o koupi lodi Independencia, která se tehdy v Británii stavěla. Japonci ukončili jednání s Brazilci v říjnu poté, co byla loď při spuštění na vodu vážně poškozena a expediční síly se chystaly stáhnout z Tchaj-wanu. Tentýž měsíc předložil úřadující ministr námořnictva Sumijoši Kawamura žádost o rozpočet 3,9–4,2 milionu jenů na nákup tří válečných lodí ze zahraničí. Návrh byl zamítnut jako příliš drahý a později byla schválena revidovaná žádost ve výši 2,3 milionu jenů. V březnu 1875 pak Kawamura navrhl zakoupit jednu obrněnou loď za polovinu dříve dané částky a zbytek použít na stavbu lodí a výrobu zbraní v loděnici v Jokosuce. Úřad předsedy vlády nereagoval, a nakonec byl návrh revidován tak, aby byly všechny přidělené peníze použity na nákup tří lodí, jedné obrněné fregaty a dvou obrněných korvet, které měl navrhnout významný britský námořní inženýr Edward Reed, dříve hlavní konstruktér v rámci královského námořnictva; Reed měl také dohlížet na stavbu lodí za honorář ve výši pěti procent stavebních nákladů. Kancelář předsedy vlády schválila revidovaný návrh 2. května.
Komandér Džunzó Macumura dorazil do Londýna 21. července a předal Reedovi specifikaci lodí. Reed odpověděl 3. září nabídkou, která přesahovala částku rozpočtu. Přes tento problém byla podepsána smlouva na všechny tři lodě 24. září, protože Reed měl absolvovat cestu do Ruska a záležitost musela být uzavřena před jeho odjezdem. Celková částka za všechny tři smlouvy dosáhly 433 850 liber/2 231 563 jenů a nezahrnovala výzbroj. Ta byla objednána u společnosti Krupp s 50procentní zálohou ve výši 24 978 liber.

## Popis
Lodě třídy Kongó byly 67,1 m dlouhé, široké 12,5 m mezi svislicemi a ponor činil 5,8 m. Výtlak byl 2 284 t a měly posádku 22 důstojníků a 212 vojáků. Jejich trupy na sobě měly vrstvu mědi, aby se snížil nežádoucí růst mikroorganismů na povrchu. Vrchní části stěžňů byly odstraněny v roce 1895.

### Pohon
Lodě třídy Kongó měly jeden dvouválcový parní stroj s dvojitou expanzí vyrobený společností Earle's Shipbuilding and Engineering, pohánějící jeden dvoulistový šroub. Šest kotlů dodávalo do stroje páru o tlaku 4,22 barů. Parní stroj měl výkon 2 450 hp (1 900 kW) a lodě mohly dosáhnou rychlosti 13,5 uzlů (25,0 km/h); během námořních zkoušek dosáhly lodě maximální rychlosti 13,75 až 13,92 uzlů (25,47–25,78 km/h). Nesly maximálně 351–396 t uhlí, dost na to, aby bez doplnění urazily 3 100 námořních mil (5 700 km) při rychlosti 10 uzlů (19 km/h).
Oběma lodím byly vyměněny kotle v 1889: Hiei obdržela dva ocelové dvojité válcové kotle, zatímco nové kotle Kongó byly stejného typu jako ty původní. Nové kotle se ukázaly být méně výkonné pro obě lodě během námořních zkoušek – Kongó dosáhl maximální rychlosti 12,46 uzlů (23,08 km/h) a 2 028 hp (1 512 kW), zatímco Hiei byl výrazně pomalejší při 10,34 uzlech (19,1 km/h) a 1 279 hp (954 kW).

### Výzbroj a pancíř
Lodě byly vybaveny třemi 170mm a šesti 152mm kanóny. Všechny 172mm kanóny byly umístěny jako stíhací děla, dvě vpředu a jedno vzadu. Přední stíhací děla byla namontovaná na čepu a mohla se pohybovat o 122 stupňů, zadní dělo se mohlo pohybovat celkem o 125 stupňů na každou stranu. 152mm děla byla namontována na bocích. Každá loď také nesla dva krátké 75mm kanóny pro použití na břehu nebo k namontování na čluny lodí.
Během 80. let 19. století byla výzbroj lodí třídy Kongó posílena přidáním čtyř čtyřhlavňových 25mm zbraní Nordenfelt a dvou pětihlavňových 11mm kulometů Nordenfeldt pro obranu proti torpédovým člunům. Přibližně ve stejnou dobu obě lodě také obdržely dva 356 milimetrové torpédomety pro torpéda Schwartzkopff. Jejich protitorpédová výzbroj byla znovu posílena v roce 1897 přidáním dvojice 2,5liberních děl Hotchkiss ráže 47 mm. Po skončení rusko-japonské války byla jejich výzbroj zredukována na šest bývalých ruských 12liberních kanónů ráže 76,2 mm a šest 2,5liberních děl.
Korvety třídy Kongó měly 114 mm tlustý boční pancéřový pás ze svářkové oceli, který se na koncích zužoval na 76 mm.

## Jednotky třídyKongó
| Jméno | Stavitel, loděnice                                          | Založení kýlu  | Spuštěna        | Vstup do služby |
| ----- | ----------------------------------------------------------- | -------------- | --------------- | --------------- |
| Kongó | Earle's Shipbuilding & Engineering Co., Hull                | 24. září 1875? | 17. dubna 1877  | leden 1878      |
| Hiei  | Milford Haven Shipbuilding & Engineering Co., Pembroke Dock | 24. září 1875? | 11. června 1877 | únor 1878       |

## Služba
V únoru 1878 během rusko-turecké války se Britové začali připravovat na vstup do konfliktu. Britská vláda se neformálně tázala na možný odkup obou korvet, to ale bylo rázně odmítnuto japonskou vládou. Lodě vypluly z Británie v únoru až březnu a dorazily do Jokohamy o dva měsíce později. Lodě byly formálně předány námořnictvu až 10. července, kdy se v Jokohamě konal ceremoniál za účasti císaře Meidži.
V roce 1887 se z plavidel staly cvičné lodě a obě podnikly v letech 1889–90 cvičnou plavbu do Středozemního moře. Až do konce století jedna nebo druhá z lodí třídy Kongó podnikala každoroční plavby kadetů, obvykle do zemí na pobřeží Tichého oceánu.
Kongó se během první čínsko-japonské války nezúčastnila bitvy u řeky Jalu, ale Hiei ano a byla silně poškozena. Obě lodě se pak zúčastnily bitvy u Wej-chaj na začátku roku 1895.
Lodě třídy Kongó byly v roce 1898 překlasifikovány na lodě pobřežní obrany 3. třídy, i když nadále pokračovaly jako cvičné lodě. Sehrály menší roli v rusko-japonské válce, pak byly v roce 1906 překlasifikovány na průzkumné lodě. Kongó byla v roce 1909 vyřazena ze seznamu japonského námořnictva a příští rok prodána do šrotu; Hiei byla vyřazena dva roky poté a prodána do šrotu před 25. březnem 1912.